# Kristoffer Beck
Kristoffer Beck (født 27. april 1990) er en dansk ungdomspolitiker, der i perioden  2012-2014 var landsformand for Konservativ Ungdom. Han har siden 2005 været medlem af KU's landsorganisation og stiftede sammen med fem andre Gladsaxe KU i 2007.
Efter at have været medlem af KU's forretningsudvalg siden 2010 blev han i 2011 næstformand.
I 2013 blev Kristoffer Beck genvalgt som landsformand for Konservativ Ungdom med 83 % af stemmerne blandt ca. 270 stemmeberettigede KU'ere på deres landsråd i Holstebro.
Ved Folkemødet i 2013 vandt Kristoffer sølv ved DM i debat, som årligt afholdes af Politiken under folkemødet.
Kristoffer Beck blev i 2009 valgt til Gladsaxe Byråd med 385 personlige stemmer og blev dermed det yngste medlem af byrådet. Han er medlem af Miljøudvalget samt Beskæftigelses- og Integrationsudvalget.
Desuden er han lillebror til den konservative politiker Sille Beck-Hansen.